# Déli gödény

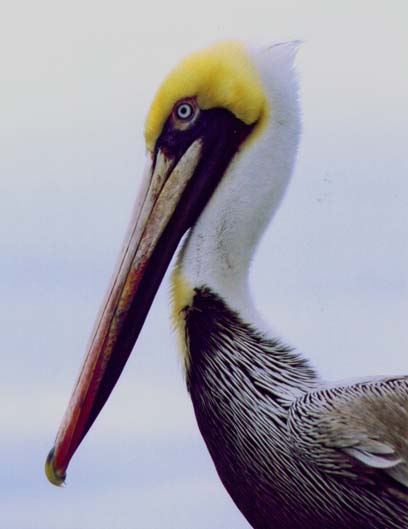
Portré

A déli gödény (Pelecanus thagus) a madarak (Aves) osztályának gödényalakúak (Pelecaniformes) rendjébe, ezen belül a gödényfélék (Pelecanidae) családjába tartozó faj.

## Előfordulása
Dél-Amerikában Peru és Chile területén honos.

## Megjelenése
A barna gödényhez hasonlít, melynek alfajaként tartották nyilván.

## Rokon fajai
Európában a rózsás gödény és a borzas gödény található meg.